# فابیان بوخ
 

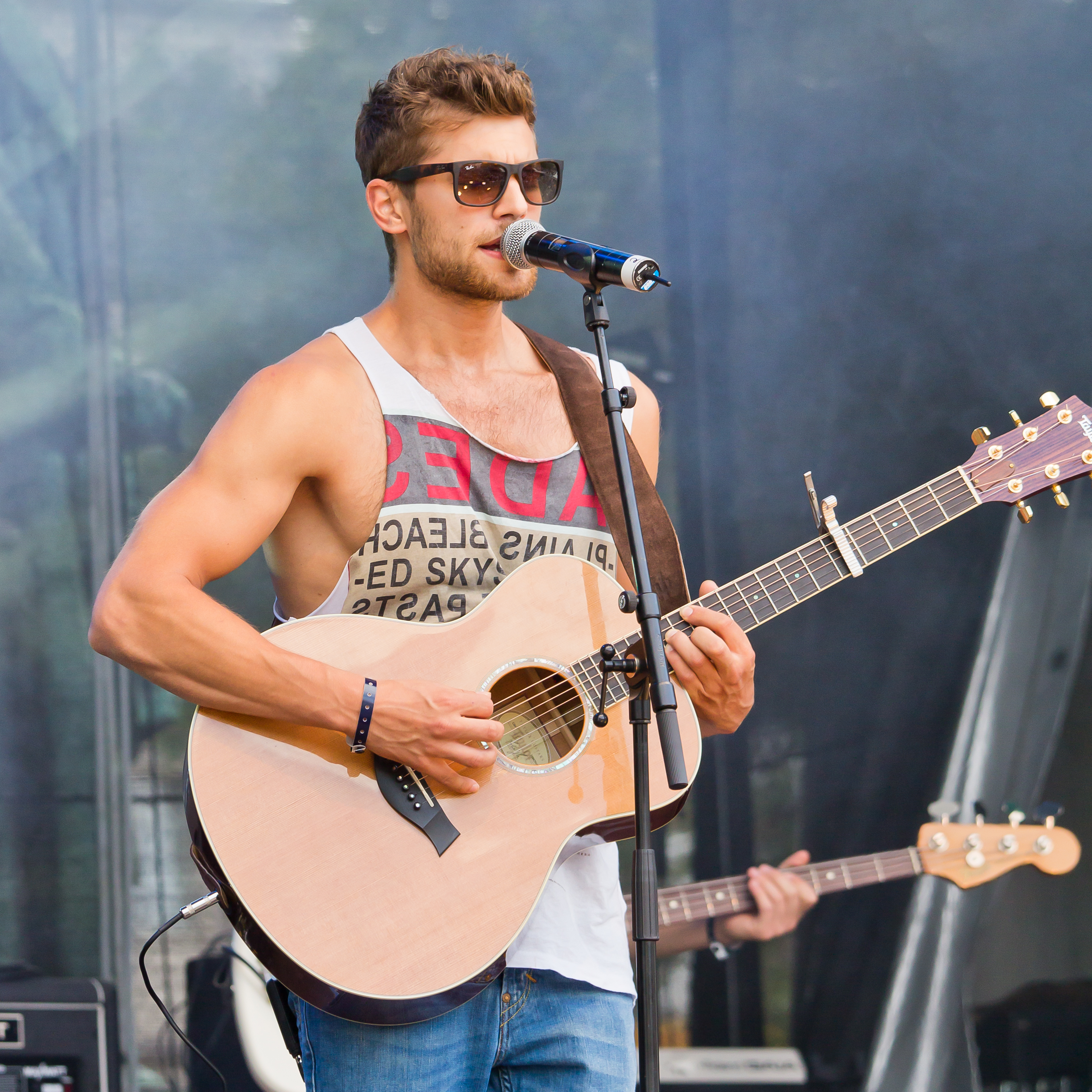
فابیان بوخ، جولای ۲۰۱۲ در جشنواره خیابانی پراید کلن

فابیان بوخ (به آلمانی: Fabian Buch) خواننده و بازیگر پاپ آلمانی اهل راینلند-فالتز است. او برنده نمایش استعدادیابی اینترنتی فلت استار در سال ۲۰۱۰ است. او همچنین از نام دات.فاب به عنوان نام مستعار استفاده می کند.

## زندگی
بوخ در خانواده ای موزیکال بزرگ شد. در طول دوران تحصیلی خود در سالن ورزشی هاناآرنت در هاسلوخ، او در قالب تلویزیون تحت وب "The Flatstar"، یک برنامه استعدادیابی جایگزین جدید که در binwach.de و T-Online پخش شد، شرکت کرد. بوخ به همراه پنج نامزد دیگر به مدت چهار هفته در یک بخش موسیقی در لس آنجلس زندگی کرد و توانست هم هیئت داوران و هم بینندگان را متقاعد کند و در نتیجه برنده نمایش شود.  او اولین تک آهنگ Hello, Hello را با تهیه کننده آمریکایی خواکین بایوم نوشت.
بوخ را می توان در نقش «هولگر مارتین» در فیلم بی بی و تینا و دنباله های آن دید. به عنوان خواننده اصلی، او هم ترانه عنوان بی‌بی و تینا (نسخه جدید) و هم دو آهنگ دختر روی اسب و همه چیز خوبه را می خواند. با انتشار سریال بی بی و تینا ، این آهنگ شهرت بیشتری پیدا کرد و در ۱۹ سپتامبر به رتبه ۱۵ لیست پرشنوده‌های آلمان رسید و این بزرگترین موفقیت او در نمودار در 9 سال گذشته است. 

## دیسکوگرافی
آلبوم ها
- سلام سلام (۲۰۱۰)
- موزیکال رومئو و ژولیت (۲۰۱۴)

تک آهنگ‌ها
- سلام سلام (۲۰۱۰)
- وقتی با من هستی / من پرواز می کنم (۲۰۱۰)
- کریسمس مبارک (۲۰۱۰)
- سر در ابرها (۲۰۱۱)
- تولدت مبارک (یک بار دیگر) با کلارا لوئیز (۲۰۱۱)
- خاموش کردن چراغ ها (۲۰۱۱)
- هیچ کس اینجا نیست (۲۰۱۲)
- کی آنجا بودی (۲۰۱۷) [۴]
- Microsleep (۲۰۱۷) [۵]
- چه خبر است (۲۰۱۸)
- شانس سریع (۲۰۱۸) [۶]
- کانون توجه با نفرین و موسو (۲۰۱۸) [۷]

## فیلم شناسی
- ۲۰۱۴: بی بی و تینا
- ۲۰۱۴: بی بی و تینا: کاملاً جادو شده!
- ۲۰۱۶: بی بی و تینا: دختران در برابر پسران
- ۲۰۱۷: Bibi &amp; Tina: Tohuwabohu Total

## پیوندهای بیرونی
- فابیان بوخ در filmportal.de